# Angelika Kędzierska-Szczepaniak
Angelika Kędzierska-Szczepaniak – polska ekonomistka,  dr hab. nauk społecznych, profesor uczelni oraz Dziekan Wydziału Zarządzania Uniwersytetu Gdańskiego.

## Życiorys
24 stycznia 2008 obroniła pracę doktorską Finansowe aspekty procesów fuzji i przejęć spółek notowanych na Giełdzie Papierów Wartościowych w Warszawie S.A, 30 kwietnia 2020 habilitowała się na podstawie pracy zatytułowanej Kierunki i uwarunkowania rozwoju finansowania społecznościowego jako innowacyjnej formy pozyskiwania kapitału w Polsce. Została zatrudniona na stanowisku adiunkta w Katedrze Finansów na Wydziale Zarządzania Uniwersytetu Gdańskiego.
Jest profesorem uczelni i kierownikiem Katedry Bankowości i Finansów Wydziału Zarządzania Uniwersytetu Gdańskiego, a także członkiem Rady Dyscypliny Naukowej - Nauki o Zarządzaniu i Jakości Uniwersytetu Gdańskiego.
Pełniła funkcję Prodziekana ds. Studenckich i Współpracy z Zagranicą w kadencji 2016-2020, a następnie funkcję Prodziekana ds. Umiędzynarodowienia i Rozwoju w kadencji 2020-2024.
Laureatka nagrody "Nauczyciel Roku" im. Krzysztofa C. Mrongowiusza za rok 2023.
W 2024 r. została mianowana Dziekanem Wydziału Zarządzania Uniwersytetu Gdańskiego.